# 苏明芳
苏明芳（1952年—），广西东兴人，京族，中华人民共和国政治人物、第十一届全国人民代表大会广西地区代表。
担任广西防城港东兴市江平镇澫尾村党支部书记，是中共党员。2008年起担任全国人大代表。